# 萨哈瓦尔
萨哈瓦尔（Sahawar），是印度北方邦Etah县的一个城镇。总人口20457（2001年）。

## 人口
该地2001年总人口20457人，其中男性10753人，女性9704人；0—6岁人口3941人，其中男2063人，女1878人；识字率35.45%，其中男性为42.13%，女性为28.06%。